# Lucas Rijneveld
Lucas Rijneveld (Nieuwendijk, 20 april 1991), eerder bekend onder de naam Marieke Lucas Rijneveld, is een Nederlandse schrijver en dichter. Als eerste Nederlandse schrijver won Rijneveld (samen met vertaalster Michele Hutchison) met het in het Engels vertaalde boek De avond is ongemak / The Discomfort of Evening in 2020 de International Booker Prize.

## Levensloop en werk
Rijneveld groeide op in een gereformeerd boerengezin. Op negentienjarige leeftijd verhuisde Rijneveld naar Utrecht, studeerde daar een jaar Nederlands aan de docentenopleiding en volgde vervolgens een opleiding aan de Schrijversvakschool in Amsterdam. Het werk van Rijneveld werd gepubliceerd in onder andere de VPRO Gids, De Revisor (in 2015-2016 was Rijneveld redacteur van het tijdschrift), Het liegend konijn, De Gids en Hollands Maandblad.
Rijneveld ontving de Hollands Maandblad Aanmoedigingsbeurs en het C.C.S. Crone-stipendium 2015. In juni 2015 publiceerde hij als Marieke Rijneveld de dichtbundel Kalfsvlies, die werd bekroond met de C. Buddingh'-prijs 2016 voor het beste poëziedebuut van het jaar. Door de Volkskrant werd Rijneveld uitgeroepen tot literair talent van 2016.
In 2018 verscheen de roman De avond is ongemak, die in de loop van het jaar een bestseller werd. Rijnevelds thematiek in dat boek is naar eigen zeggen beïnvloed door die van Jan Wolkers. De Engelstalige uitgave door literair vertaler Michele Hutchison, The Discomfort of Evening, won op 26 augustus 2020 de International Booker Prize 2020.
Fantoommerrie, de tweede dichtbundel, verscheen in februari 2019 en won de Ida Gerhardt Poëzieprijs 2020. In november 2020 verscheen de tweede roman Mijn lieve gunsteling, die in februari 2021 werd opgenomen op de longlist voor de Libris Literatuur Prijs.
Rijneveld werkte twee dagen in de week op een melkveebedrijf.
Een opdracht van Uitgeverij Meulenhoff om werk van de Amerikaanse dichteres Amanda Gorman uit het Engels te vertalen gaf Rijneveld eind februari 2021 terug, nadat op sociale media en in de Volkskrant kritiek was geleverd op de keuze van Meulenhoff en Gorman voor een persoon met een blanke huidskleur van wie te weinig affiniteit met poëzie uit de Afro-Amerikaanse gemeenschap werd verwacht. Ook het veronderstelde gebrek aan ervaring met spoken word-literatuur speelde een rol. De kwestie leidde tot veel discussie en commentaren, waarop Rijneveld reageerde met het gedicht Alles bewoonbaar (Everything inhabitable). Het gedicht werd in vertaling ook gepubliceerd in The Guardian en Frankfurter Allgemeine Zeitung.
De Vlaamse regisseur Ivo van Hove werkte eind 2021 aan een toneelbewerking van Rijnevelds boek Mijn lieve gunsteling, voor het Internationaal Theater Amsterdam. Rijneveld trachtte de monoloog van de protagonist om te vormen tot een dialoog met inbreng van meerdere personages met behoud van de "meanderende" zinnen.
Rijneveld schreef het boekenweekessay voor de Boekenweek van 2022, Het warmtefort, een ode aan zijn juf van de basisschool.
In zijn kersttoespraak 2022 haalde koning Willem-Alexander de laatste regels van het gedicht Alles bewoonbaar van Rijneveld aan. De koning noemde het gedicht een combinatie van inlevingsvermogen, hoop en geloof in onze toekomst samen.
De roman Het verdriet van Sigi F., die voor het najaar van 2023 werd aangekondigd, zal niet meer verschijnen, meldde de uitgever.

## Lucas

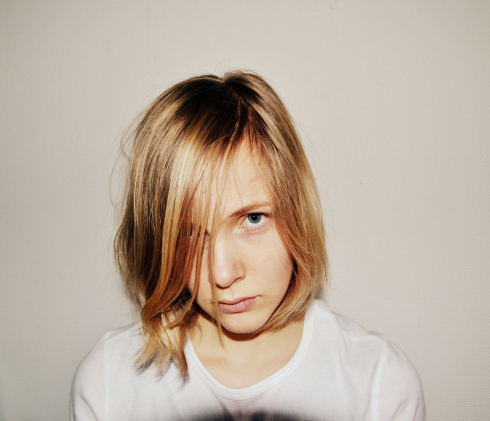
Rijneveld (zelfportret, 2015)

Rijneveld wilde in groep drie van de basisschool graag een jongetje zijn en verzon toen Lucas, een fantasievriendje. Eenmaal op de middelbare school werd Rijneveld gepest vanwege een jongensachtig voorkomen en paste zich aan. Toen Rijneveld negentien jaar was, kwam dat jongensachtige terug; in 2010 voegde Rijneveld de naam Lucas toe als tweede voornaam. "Ik voel me zowel jongen als meisje, een tussenmens," verklaarde hij in 2018 in een interview. "Het is niet zo dat ik denk Ik ben een jongen, meer dat ik me iets er tussenin voel. Ik neig meer naar het jongensachtige."
Rijneveld gaf er enige tijd de voorkeur aan om in het Engels met het genderneutrale persoonlijk voornaamwoord 'they' aangeduid te worden en vond het jammer dat er in het Nederlands nog geen voornaamwoord is voor non-binaire mensen; omdat er geen beter woord is koos Rijneveld ervoor om zich in het Nederlands te laten aanduiden met 'zij'. Later, in januari 2022, liet Rijneveld weten zowel in het Engels als het Nederlands de mannelijke voornaamwoorden te verkiezen ('he'/'him' en 'hij'/'hem').
In de zomer van 2023 koos Rijneveld ervoor om alleen de voornaam Lucas nog te gebruiken.

## Prijzen en nominaties

### Prijzen
- 2015 - C.C.S. Crone Stipendium
- 2016 - C. Buddingh'-prijs
- 2019 - ANV Debutantenprijs
- 2020 - Peter van Straaten Psychologieprijs voor De avond is ongemak. Samen met Esther Gerritsen en Yvonne Keuls.[27]
- 2020 - Ida Gerhardt Poëzieprijs voor Fantoommerrie[28]
- 2020 - International Booker Prize voor The Discomfort of Evening
- 2021 - Tzumprijs voor de beste literaire zin[29]
- 2021 - F. Bordewijk-prijs voor Mijn lieve Gunsteling
- 2022 - De Boon voor fictie en non-fictie en de bijbehorende publieksprijs voor Mijn lieve Gunsteling. Het was de eerste keer dat deze prijzen werden uitgereikt.

### Nominaties
- 2018 - Nominatie Libris Literatuur Prijs voor De avond is ongemak
- 2020 - Nominatie Herman de Coninckprijs voor Fantoommerrie
- 2021 - Nominatie Shortlist Libris Literatuur Prijs voor Mijn lieve Gunsteling

## Bestseller 60
| Boeken met noteringen in de Nederlandse Bestseller 60 | Jaar van verschijnen | Datum van binnenkomst | Hoogste positie | Aantal weken | Opmerkingen     |
| ----------------------------------------------------- | -------------------- | --------------------- | --------------- | ------------ | --------------- |
| De avond is ongemak                                   | 2018                 | 14-02-2018            | 1(3wk)          | 52           |                 |
| Mijn lieve gunsteling                                 | 2020                 | 11-11-2020            | 5               | 21           |                 |
| Komijnsplitsers                                       | 2022                 | 26-01-2022            | 3               | 12           |                 |
| Het warmtefort                                        | 2022                 | 13-04-2022            | 1(3wk)          | 6            | Boekenweekessay |